# Her Greatest Love
Her Greatest Love è un film muto del 1917 diretto da J. Gordon Edwards e prodotto e distribuito dalla Fox Film Corporation. La sceneggiatura di Adrian Johnson si basa su Moths, romanzo di Ouida (pseudonimo di Marie Louise de la Ramée), pubblicato a Londra nel 1880. La star del film era la famosa diva Theda Bara, affiancata da Marie Curtis, Walter Law, Glen White, Harry Hilliard. Come gran parte delle pellicole interpretate da Theda Bara, anche questo film è andato perduto.

## Trama
Vera Herbert, che ha ricevuto in una scuola inglese un'educazione tradizionale ispirata a retti principi, è una giovane donna rimasta semplice e pura. Sua madre Dolly, al contrario, vive una vita disordinata e non nasconde al mondo la sua relazione con lord Jura. Vera, lasciata nell'indifferenza generale in balìa di sé stessa, trova un rifugio nella quiete della spiaggia, dove incontra e si innamora di Correze, un cantante lirico. Lady Dolly, però, aspirando a salire la scala sociale, vorrebbe che la figlia si sposasse con Zuroff, un principe russo. Obbedendo alla madre, Vera sposa il principe. Ben presto, però, la giovane scoprirà che il marito si è portato l'amante, la duchessa de Sonnaz, addirittura in casa. Zuroff, per liberarsi della moglie di cui non gradisce le interferenze, la manda in un convento russo dove Vera è seguita da Correze e poi anche da lord Jura. Correze riesce a incontrare l'amata Vera: trasportato dalla passione riesce quasi a convincerla a fuggire con lui quando, nella stanza, entra Zuroff. Interviene anche lord Jura: la situazione precipita e gli uomini si sfidano a duello. Finirà in tragedia. Il principe e lord Jura muoiono. Vera, liberata dall'odioso legame, può lasciare il convento insieme all'uomo che ama.

## Produzione
Il film fu prodotto dalla Fox Film Corporation. Il titolo originale del soggetto era The Greatest Sacrifice.

## Distribuzione
Il copyright del film, richiesto da William Fox, fu registrato il 1 aprile 1917 con il numero LP10488.
Distribuito dalla Fox Film Corporation, il film uscì nelle sale cinematografiche statunitensi il 2 aprile 1917. Nel Regno Unito, venne ribattezzato con il titolo Redemption.
Non si conoscono copie ancora esistenti della pellicola che viene considerata presumibilmente perduta.